# شعار ناورو
تم تصميم شعار جمهورية ناورو في العام 1968 للميلاد بعد اعلان استقلالها، وأُتُخذ شعاراً رسمياً في أوائل السبعينات.

## الميزات
يتكون الشعار من درع يفصل أعلاه عن أسفله خط عرضي. في الجزء الأعلى منه، يتمركز الرمز الكيميائي للفوسفور على خلفية ذهبية مخططة.
في الجزء الفضي الأدنى، رُسم طائر الفرقاط الأسود الذي يجلس على مقعد وسط موجات المحيط الأزرق. فيما احتوى أدنى اليمين، فرع من زهور الكالوفيلم. وطوّق الدرع رموز قبلية (حبال من أوراق النخل، وريش من طائر الفرقاط، وأسنان قرش). تُرتدى من قِبل رئيس القبيلة أثناء ترسيمه.
النجمة المعتلية الدرع مأخوذة من العلم، والكتابة الموجودة على الشريط بالأعلى تعني اسم الجزيرة باللغة الناورونية الماكرونية : Naoero.

## الشعار الوطني
الشريط الموضوع تحت الدرع يحمل الشعار الوطني لجمهورية ناورو، والقائلة : إرادة الله أولاً.

## الرمزية
تُمثّل الخلفية المخططة شعب ناورو؛ وطائر الفرقاط، حيوانات بيئتها؛ والرمز الكيميائي للفوسفور، تعدين الفوسفات.